# آنا سوستروم
آنا سوستروم (انگلیسی: Anna Sjöström؛ زادهٔ ۲۳ آوریل ۱۹۷۷) بازیکن فوتبال اهل سوئد است.
از باشگاه‌هایی که در آن بازی کرده‌است می‌توان به اومئا آی‌کی اشاره کرد.
وی همچنین در تیم ملی فوتبال زنان سوئد بازی کرده‌است.